# Gianluca De Ponti
Gianluca De Ponti, detto Gil (Firenze, 14 luglio 1952), è un ex calciatore italiano, di ruolo attaccante.

## Carriera

### Giocatore

De Ponti (in piedi, terzo da destra) al Bologna nel 1977

Esordì in Serie A poco più che ventitreenne, il 12 ottobre 1975, con la maglia del Cesena alla "Fiorita", contro la Roma. Nel club romagnolo era arrivato dalla Sangiovannese, società nella quale aveva realizzato, in Serie C, 14 gol in 32 partite.
Cresciuto nell'Impruneta e trasferitosi successivamente alla Terranuovese, in quattro stagioni tra i dilettanti aveva realizzato 62 reti. A Cesena rimase per due stagioni, 30 presenze e 9 gol, per trasferirsi successivamente al Bologna, all'Avellino, alla Sampdoria e all'Ascoli.
Nella città campana realizzò il suo primato personale di reti in massima divisione, otto (realizzò 10 reti con la maglia della Sampdoria nella stagione 1980-1981, ma in Serie B) e rientrò a Bologna nell'estate del 1982, dopo la prima retrocessione dei felsinei in Serie B. De Ponti seguì i rossoblu anche in Serie C1 per poi contribuire, pur con una sola rete all'attivo, all'immediato ritorno fra i cadetti della stagione 1983-84.
Nel 1985 si trasferisce nel campionato maltese con la maglia dello Żurrieq, dove già milita il suo ex-compagno dei tempi del Bologna Adelmo Paris, e con cui vince la classifica cannonieri nella stagione 1985-1986 con 8 reti all'attivo.
In carriera ha totalizzato complessivamente 143 presenze e 35 reti in Serie A e 58 presenze e 15 reti in Serie B.

### Dopo il ritiro
Visibilmente cambiato dal tumore inizialmente diagnosticatogli come benigno e rivelatosi però maligno, già nel 2000 ha iniziato la sua battaglia contro gli errori dei medici, nutrendo però dei dubbi sulle sostanze assunte a sua insaputa e che presumibilmente hanno fatto ammalare o ucciso colleghi calciatori del Cesena 1976-1977.